# Listas abiertas
La listas abiertas son una variante del escrutinio mayoritario plurinominal donde se refrenda una lista de representantes confeccionada por un partido, pero los votantes tienen algún tipo de influencia en el orden de los candidatos.  Su contrario son las listas cerradas. También se puede dar al votante la capacidad de votar por el partido, sin expresar preferencia alguna entre las personas; en la práctica esto puede equivaler a votar por el candidato más popular o el primer candidato de la lista. 
Existen diferentes sistemas de listas abiertas, cada uno de los que otorga una mayor o menor capacidad al votante.

## Puesta en práctica
Algunas maneras de operar un sistema de lista abierta cuando se utiliza el sistema tradicional de votación basado en papel son las siguientes:
- Uno (utilizado en Bélgica) es tener una papeleta grande con un recuadro para cada partido y sub-recuadros para los distintos candidatos.
- El segundo método (utilizado en Eslovaquia) es tener una papeleta separada para cada partido. Para mantener el voto secreto, al votante se le entrega una papeleta de cada partido. El votante elige a los candidatos (o puede votar por el partido en su conjunto) en una de las papeletas y pone ésta en un sobre, poniendo finalmente el sobre en la urna (y descartando el resto de papeletas en un recipiente preparado).
- En Brasil, hasta el uso generalizado del voto electrónico, a cada candidato se le asigna un número (en el que los primeros dos dígitos son el número del partido y los demás el número del candidato dentro del partido). El votante escribe el número de su candidato en la papeleta electoral.
- En Finlandia, a cada candidato se le asigna un número de 3 dígitos.
- En Italia, el votante debe escribir el nombre de cada candidato elegido en las casillas en blanco debajo del recuadro del partido.

### Listado de países con escrutinio proporcional plurinominal de listas abiertas
Algunos de estos países quizá usen otros sistemas además de las listas abiertas.
Europa
| - Austria - Bélgica - Bosnia y Herzegovina - Chipre - Dinamarca - Estonia - Finlandia - Grecia - Letonia - Liechtenstein | - Luxemburgo - Países Bajos - Noruega - San Marino - Eslovaquia - Eslovenia - Suecia - Suiza |

América
| - Brasil - Chile - Colombia |

Asia y otros
| - Indonesia - Irak - Japón - Sri Lanka |

### Otras elecciones
- Alemania para elecciones regionales en los estados de Bremen y Hamburgo, y elecciones municipales en varios estados.
- España (únicamente en las elecciones al Senado[CEPPS 12] y municipios de menos de 250 habitantes)
- Italia para el Parlamento Europeo[6]